# Façade de l'Esplanade
La Façade de l’Esplanade est une voie de la commune de Lille, dans le département français du Nord.

## Situation et accès
Elle est située à l'extrémité du quartier du Vieux-Lille, le long du canal de la Moyenne-Deûle fermé à la navigation de transit depuis l'ouverture du canal à grand gabarit qui passe de l'autre côté de la Citadelle.

## Historique
La création de la Façade de l’Esplanade est liée aux transformations de la ville par Vauban en 1670, extension de la ville au nouveau quartier royal créé au nord et construction de la Citadelle.
Cette voie est la limite de ce quartier face à l’Esplanade du Champ-de-Mars devant la Citadelle.
Des rangées d’arbres ont été plantées sur cette voie dès 1675.

Le canal de la Moyenne Deûle a été ouvert en 1750 parallèlement au front des immeubles à une distance de 70 mètres. 

Des immeubles ont été construits à partir de 1670 comprenant des hôtels particuliers dont un monument classé. Au XIXe siècle, des usines se sont également installées sur la Façade : une filature de coton établie par les frères Wallaert en 1838, bâtiment aménagé par la suite en bureaux pour la Voix du Nord, et une filature de lin.

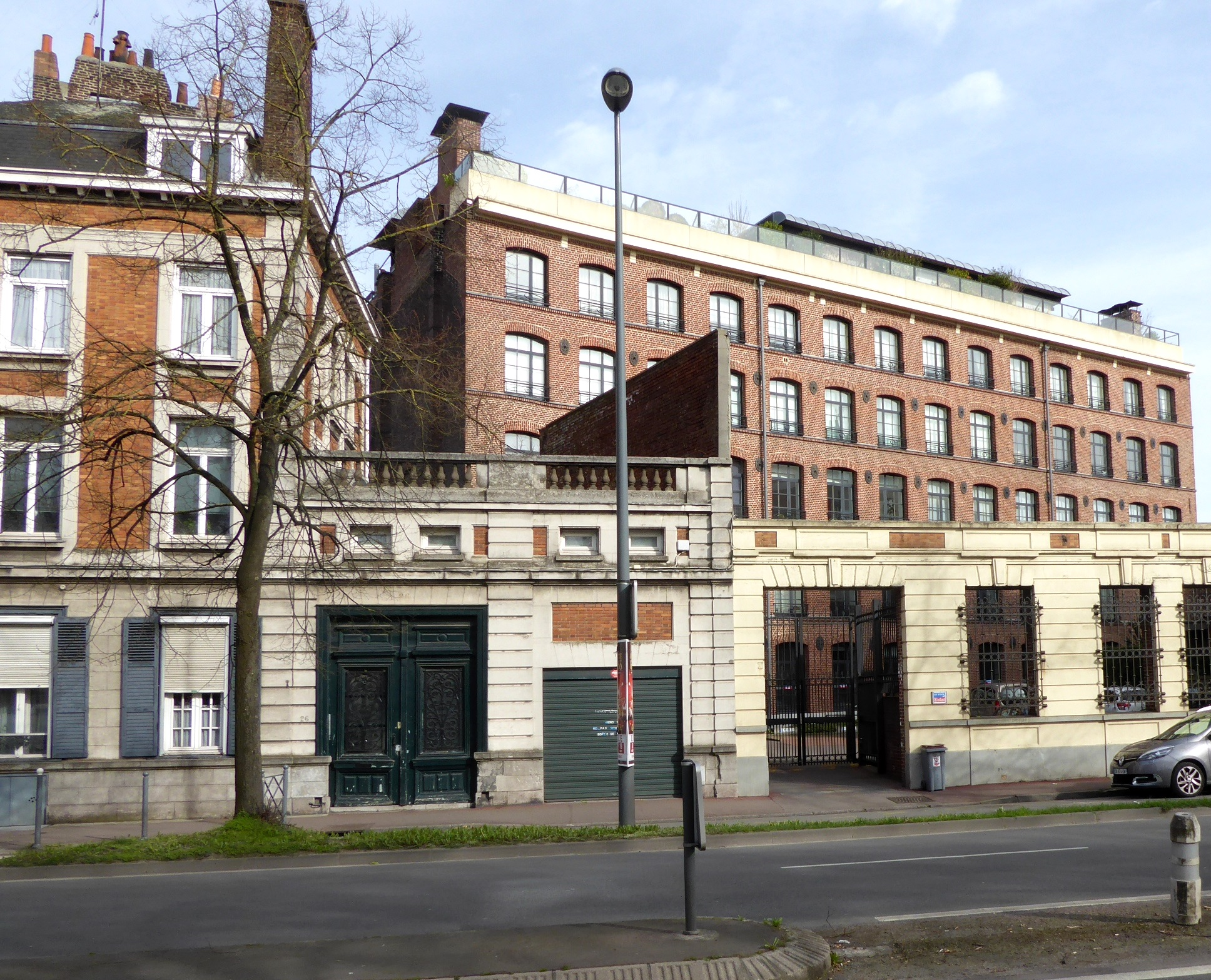
Ancienne usine sur la façade de l'Esplanade
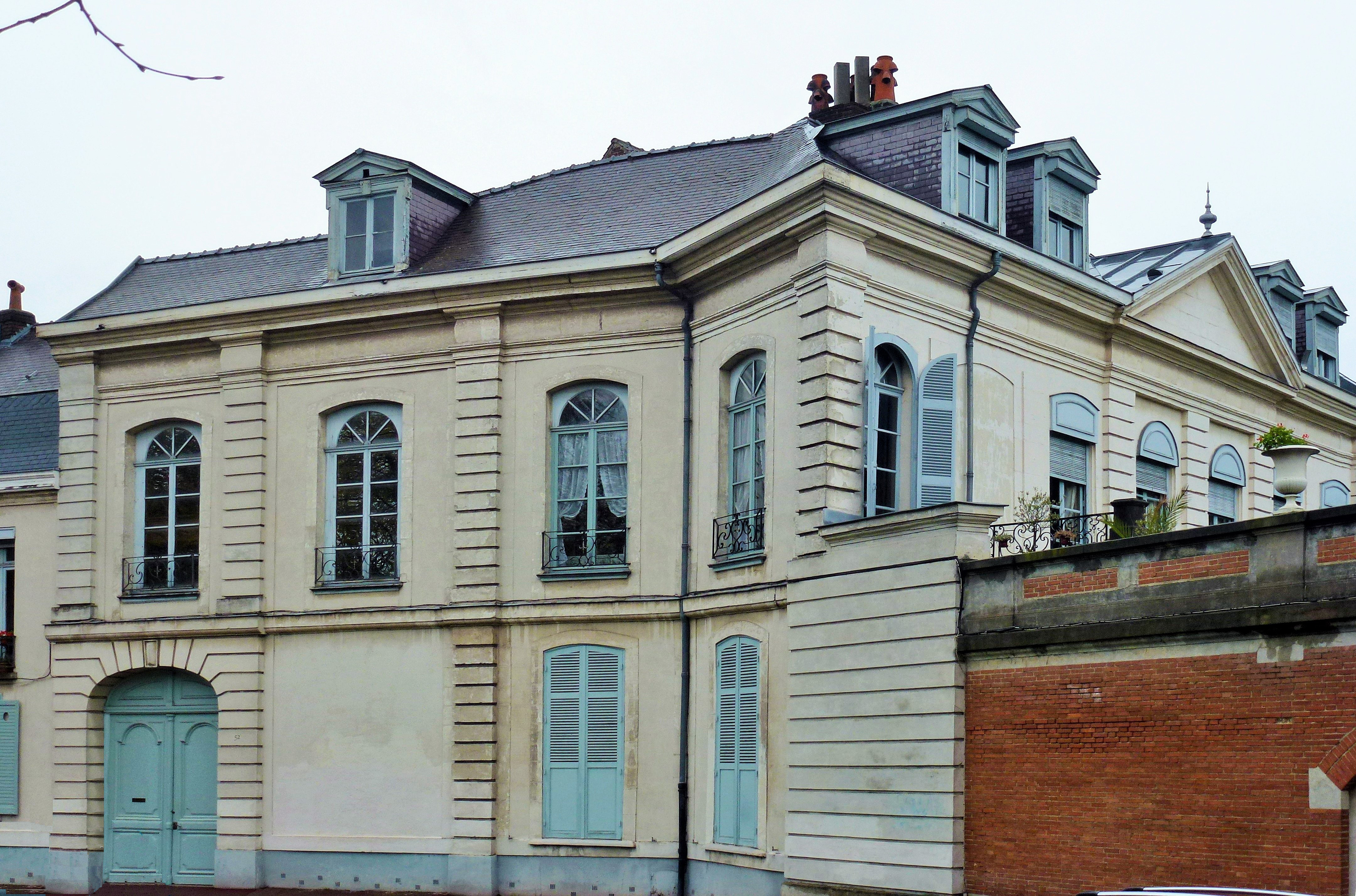
Lille, Hôtel particulier, 52 façade de l'Esplanade, (PA00107613)

## La façade de l'Esplanade en 2017
Le canal fixe la limite entre la Façade et le vaste terrain de l’Esplanade sur l’autre rive.
La Façade de l’Esplanade comprend successivement, du front d’immeubles sur rue jusqu'au canal, un trottoir de 2 mètres, une voie à sens unique en contre-allée, une chaussée à 2 fois 2 voies séparées par un étroit terre-plein central autrefois planté d’arbres, une piste cyclable et une promenade plantée de 4 rangées de marronniers d'environ 35 mètres de large.
Du nord au sud, les voies débouchant sur la Façade de l’Esplanade sont la rue du Magasin, la rue Princesse, la rue de Jemmapes, la rue du Lieutenant Colpin, la rue Négrier et la rue Léonard Danel. Ces rues qui font partie des voies tracées lors de la création du quartier royal sont perpendiculaires aux axes principaux de ce quartier, rue Royale (Lille) et rue de Saint-André. Ce sont des rues tranquilles contrairement à la Façade qui est une voie de transit à circulation assez importante entre le boulevard Vauban et les communes de la périphérie nord-ouest de Lille.
On accède à l’Esplanade sur l’autre rive du canal par le pont du Petit Paradis reconstruit en 2016 qui donné accès au parking nord de l'Esplanade (autos et cars), le pont Napoléon (passerelle piétonne) reconstruit en 2014 et le pont de l’allée des Marronniers en travaux en 2017. Il existe également une passerelle piétonne en mauvais état en 2017 au nord du pont du Petit-Paradis.
Au nord, la Façade est bordée depuis l'époque de Vauban par des installations militaires (actuellement caserne Négrier). Dans les parties centrale et sud, il reste assez peu de constructions d'origine, de l'époque Vauban et XVIIIe siècle, mais un certain nombre d'immeubles de la deuxième moitié du XIXe siècle d'architecture éclectique.

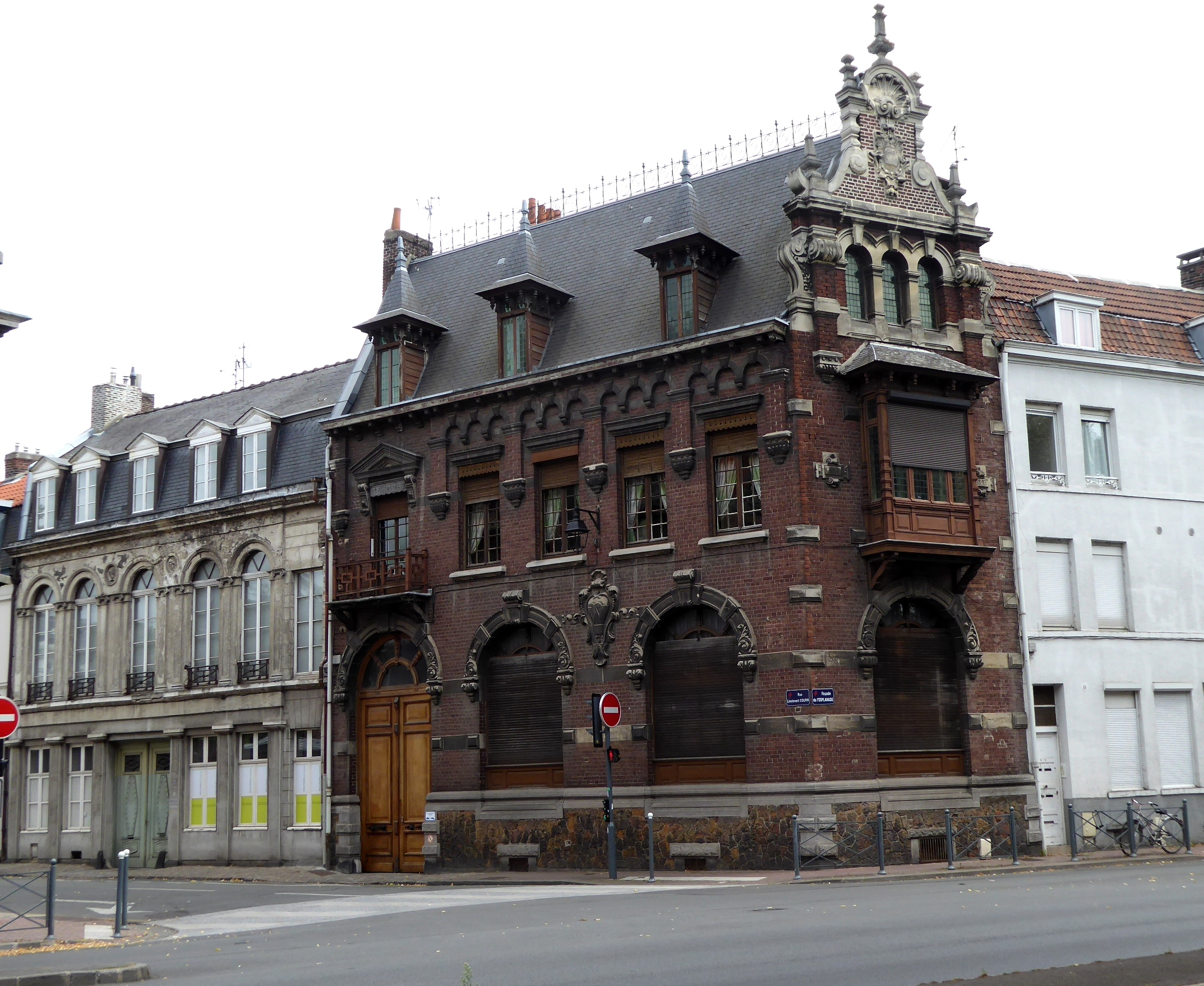
Angle Façade de l'Esplanade -rue du Lieutenant Colpin
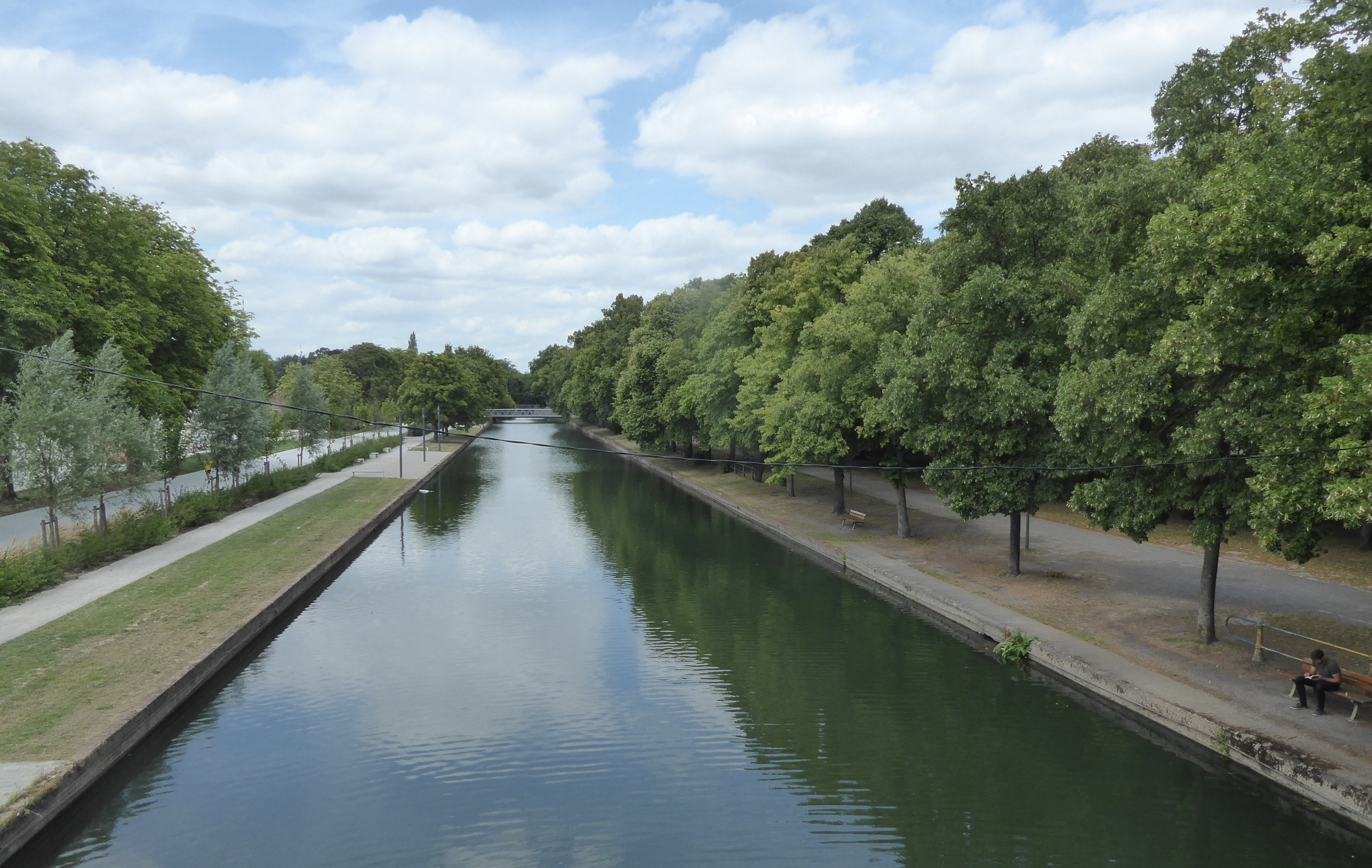
Berges du canal de l'Esplanade : vue du pont Napoléon
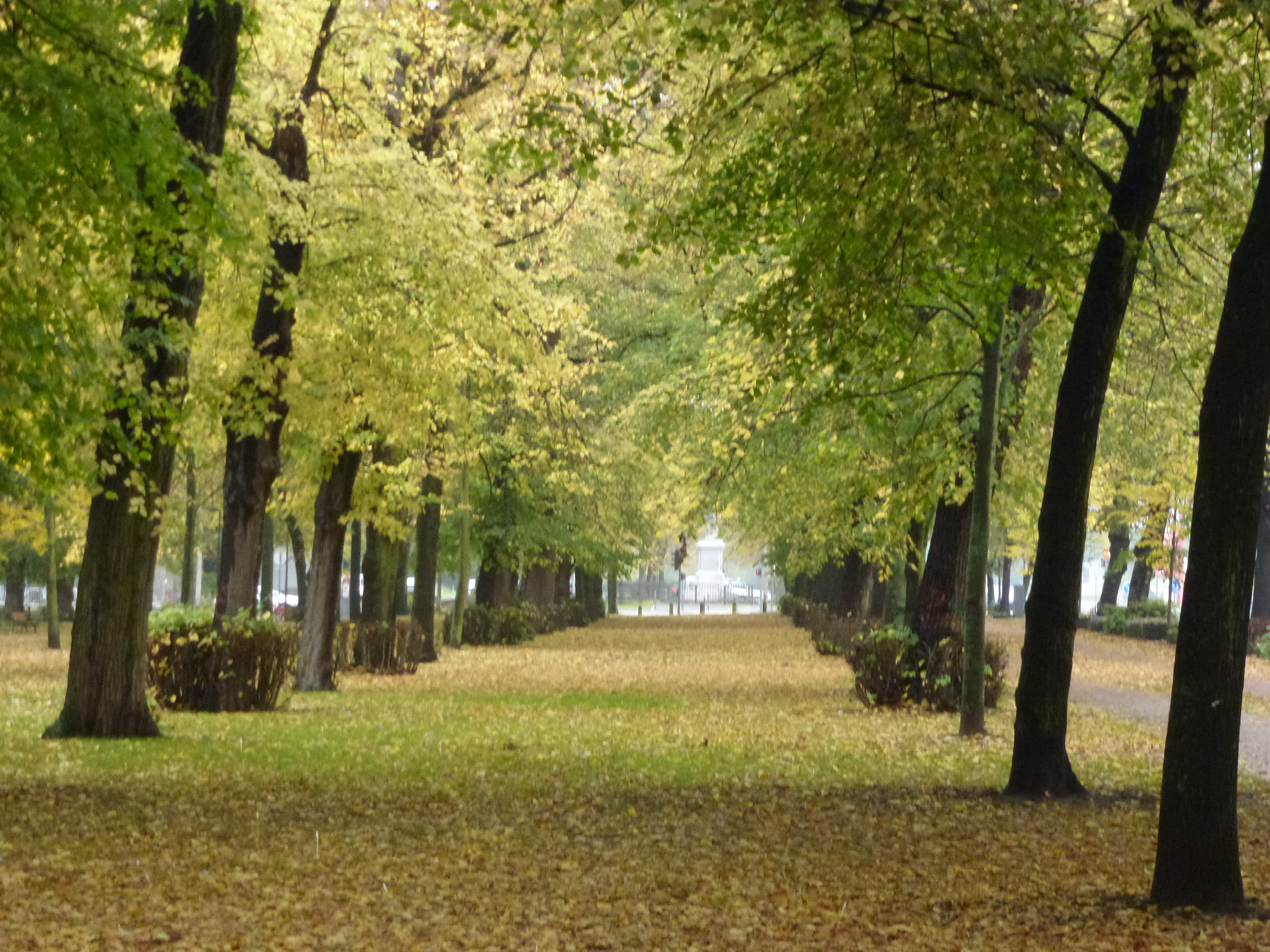
Promenade de la Façade de 'Esplanade.